# Neuromedizin Verlag

Logo Neuromedizin Verlag

Der Neuromedizin Verlag war ein unabhängiger deutscher Fachverlag mit Sitz in Bad Hersfeld und veröffentlichte Bücher zu der von Reinhard Dittel inaugurierten „Schmerzphysiotherapie“.

## Geschichte
Ende der 1970er Jahre entwickelte der Physiotherapeut Reinhard Dittel ein „offenes, ganzheitliches und patientenzentriertes“ Therapiekonzept. Der hierfür verwendete Begriff „Neuromedizin“ wurde vermutlich erstmals 1929 von dem Münchner Arzt Dr. Müller erwähnt und ist nach 1945 von dem Frankfurter Internisten und Neurologen D. Gross für alle diagnostischen und therapeutischen Verfahren geprägt worden, die über die Funktionsstufen des Nervensystems erklärbar sind.
Ab 1984 wurden im Neuromedizinische Fortbildungszentrum in Bad Hersfeld zahlreiche Kurse zu den Themen Manuelle Medizin / Manuelle Therapie / Osteopathie, Periostmassage (nach Paul Vogler), Kolonmassage (nach Paul Vogler), Anatomie, Psychosomatik und Komplementärmedizin angeboten. Hierbei wurde eine dreijährige Zusatzausbildung „Schmerzphysiotherapie“ für Physiotherapeuten und Ärzte entwickelt mit dem Ziel „ der Vielschichtigkeit von chronischen Schmerzen gerecht zu werden“. Die Absolventen dieser Weiterbildung haben sich über einen Zeitraum von beinahe 30 Jahren regelmäßig in Bad Hersfeld getroffen. Arbeiten von Teilnehmern und Referenten der „Arbeitsgemeinschaft Schmerzphysiotherapie“ wurden in dem 1995 gegründeten Neuromedizin Verlag veröffentlicht. Insgesamt sind etwa 25 Titel mit weit gefächerten Themenspektrum (Physiotherapie, Anatomie, Neurologie, Psychosomatik, Philosophie) erschienen. Mit dem Tod von Reinhard Dittel am 17. Juli 2021 wurden die Verlagsaktivitäten bis auf Weiteres eingestellt.

## Logo
Die Wellen im Verlagslogo stehen – in Adaptation an das „panta rhei“ von Heraklit – für den Fluss des Lebens. Symbolisch für die Gegensätze (im Sinne der Dialektik) sind die Dreiecke in schwarz und weiß.